# Head Coach

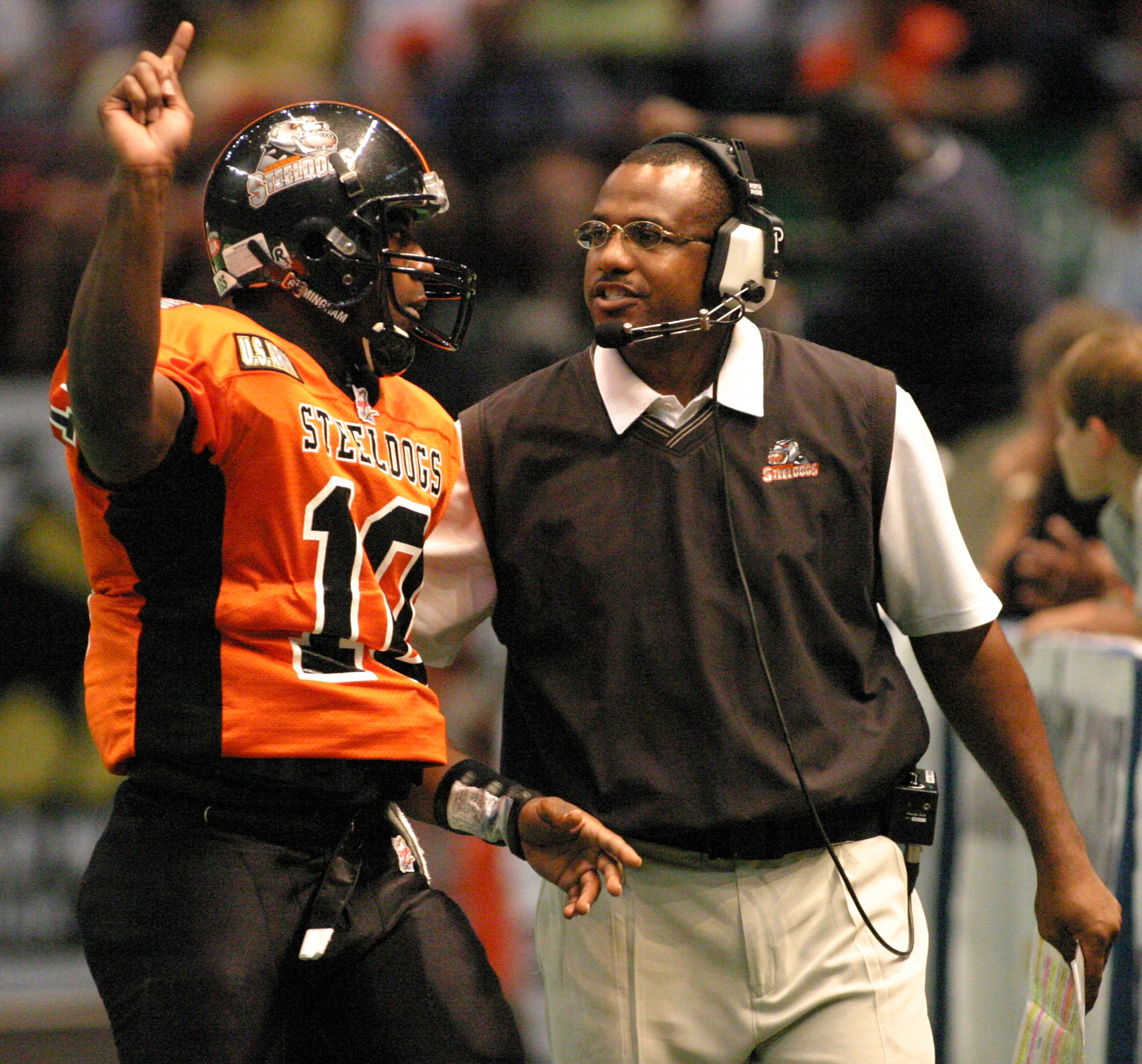
Der Quarterback und sein Head Coach besprechen den nächsten Spielzug

Der Head Coach entspricht etwa dem deutschen Cheftrainer und ist der oberste Trainer in einer durch amerikanischen Sprachgebrauch geprägten Sportart, z. B. dem American Football und ist dort der am besten Bezahlte im Trainerstab. Alle anderen Trainer sind meistens für einen speziellen Teil der Mannschaft zuständig (zum Beispiel der Offensive Coordinator für die Offense und der Defensive Coordinator für die Defense), für eine bestimmte Position oder für eine bestimmte Aufgabe (wie zum Beispiel die Konditionstrainer). Der Head Coach übernimmt manchmal auch Aufgaben, die in Deutschland meist ein Sportdirektor wahrnimmt, d. h. die längerfristige Rekrutierung der Mannschaft. Ob und inwieweit der Head Coach seine Assistenten als Bedrohung für die eigene Position oder als Sündenböcke bei Versagen der Mannschaft wahrnimmt, ist sehr differenziert zu betrachten.

Die Terminologie ist aber auch im amerikanischen Profisport nicht einheitlich und variiert unter den Sportarten. Im Baseball beispielsweise wird die dem head coach entsprechende Position zumeist als manager bezeichnet.

## College Football
Dem Head Coach einer College-Football-Mannschaft steht bereits ein professionelles Team zur Seite, sodass er sein Augenmerk auf die Taktik richten kann und sich nicht so sehr auf das Training konzentrieren muss. Eine weitere Aufgabe eines Head Coachs im College ist das Scouting. Das Erkennen von Talenten ist eine der wichtigsten Eigenschaften, die ein Head Coach im College benötigt. Die besten College-Coaches bleiben nur für kurze Zeit bei einem Team. Oft dient diese Phase auch zum Erproben verschiedener neuer Taktiken und Entdecken guter Spieler, die man in einer etwaigen späteren Laufbahn als NFL-Coach einsetzen kann (Pete Carroll, der mit den Seattle Seahawks in der Saison 2013 den Super Bowl XLVIII gewann, trainierte an der University of Southern California (USC) den späteren Super Bowl MVP Malcolm Smith). Da der Head Coach hier die alleinige Verantwortung für die Mannschaft hat, muss er mit den vorhandenen Stipendien eine möglichst siegreiche Mannschaft zusammenstellen und darf die vom Verband festgesetzte Etatobergrenze nicht überschreiten. Da Football in den USA sehr populär ist, gilt der Football Head Coach als Gesicht des College-Sports. In vielen Bundesstaaten sind Head Coaches der Sportmannschaften der staatlichen Universitäten (zumeist Football, aber auch teilweise Basketball) die bestbezahlten Angestellten der öffentlichen Hand. Allerdings muss man dabei bedenken, dass College-Sport in den USA Einnahmen über Fernsehgelder und Zuschauereinnahmen generiert - Stadien wie das Michigan Stadium fassen dabei über 100.000 Zuschauer. Angesichts der Tatsache, dass die Spieler abgesehen von Sportstipendien keinerlei Kompensation erhalten, wurde dieses System mehrfach kritisiert.

## Profifootball
Die Trainer im American Football sind in den USA die am besten bezahlten aller Sportarten. Im Vergleich aller Mannschaftstrainer liegen sie hinter europäischen Fußballtrainern. So verdiente z. B. Jose Mourinho 2015 beim FC Chelsea 18 Millionen Euro, während der bestbezahlte Trainer der USA, Bill Belichick von den New England Patriots, ca. 7,5 Millionen US-Dollar verdiente. Damit lag er hinter Jürgen Klopp, dem neuntteuersten Fußballtrainer.

## Trainerausbildung
Für diese Aufgaben als Head Coach, der auch gleichzeitig Sportdirektor ist, gibt es keine spezielle Ausbildung. Amerikanische Trainer, die nicht selbst eine Spitzensportkarriere hinter sich haben, dienen sich nach oben, vom erfolgreichen Highschool Coach, über Junior College, College zum Profi Spezialtrainer. Da nur die erfolgreichen Trainer Karriere machen, verwenden sie oft in den USA im Sport der Kinder und Jugendlichen Menschen verachtenden Methoden. Trotz der Bedingungen, die Title IX festlegt, sind im amerikanischen Sport die Positionen des Head Coach auch von Sportarten für Frauen fest in der Hand von Männern. So ist der Basketball Head Coach in der Regel ein Mann, der dann auch die Verantwortung für die Frauenmannschaft hat, die dann nominell von einer Trainerassistentin geführt wird.
Anders als in Deutschland, wo oft die ehemalige Spielerkarriere von Trainern bzw. deren Erfolge bei vorherigen Stationen im Fokus stehen, wird in den USA wert auf so genannte coaching trees gelegt - eine Art Stammbaum  von ehemaligen Assistenten eines Trainers, deren Assistenten usw. So ist zum Beispiel der coaching tree von Bill Walsh – selber Head Coach von Mannschaften, die insgesamt dreimal den Super Bowl gewinnen konnten – gefüllt mit klingenden Namen wie George Seifert, Mike Holmgren oder Mike Shanahan. In der NFL-Saison 2018 waren laut ESPN 28 der 32 Head Coaches Bestandteil der „coaching trees“ von Bill Belichick und Bill Parcells. Wobei Belichick als Assistent in verschiedenen Positionen bei den New York Giants unter Parcells selbst Bestandteil von dessen coaching tree ist.